# Nazionale femminile di calcio d'Israele
La nazionale di calcio femminile d'Israele (in ebraico נבחרת לאומית נשים‎?) è la squadra nazionale di calcio femminile d'Israele. È posta sotto l'egida della federazione calcistica israeliana (IFA). Sebbene la nazione faccia parte dell'Asia, la sua Nazionale è iscritta all'UEFA e, in quanto tale, compete nelle manifestazioni sportive relative all'Europa.
Come membro dell'UEFA partecipa a vari tornei di calcio internazionali, come al Campionato mondiale FIFA e al Campionato europeo UEFA. Al 12 luglio 2019 occupa la 64ª posizione nella classifica mondiale della FIFA.

## Storia
Le prime notizie di calcio femminile in Israele si hanno nel 1970 e in pochi anni furono fondate diverse squadre. Tutte queste squadre interruppero le attività, eccetto il M.I.L.N (Moa'don Israeli LeKaduregel Nashim in ebraico מועדון ישראלי לכדורגל נשים‎?), che continuò a giocare partite di esibizione in Israele e all'estero. Il 27 agosto 1977 una rappresentativa israeliana giocò una partita contro i Paesi Bassi, perdendo per 12-0.
La nazionale di calcio femminile d'Israele è stata ufficialmente fondata nel 1997 su indicazione della FIFA in previsione del Campionato mondiale femminile di calcio 1999. L'IFA nominò Rony Schneider allenatore della squadra che disputò la prima partita ufficiale il 2 novembre 1997 contro la Romania, perdendo 0-7.
Dopo due anni l'IFA ha dato il via alle prime competizioni di calcio femminile in Israele.
Ad aprile 2015 la nazionale ha giocato 95 incontri totalizzando 31 vittorie, 7 pareggi e 57 sconfitte realizzando 111 gol.
In tutta la sua storia non è mai riuscita a qualificarsi a un Campionato mondiale femminile di calcio o a un Campionato europeo femminile di calcio.
Per le qualificazioni al campionato mondiale femminile di calcio 2019 Israele supera il turno preliminare nel girone formato da Moldavia, Lituania e Andorra grazie a due vittorie e un pareggio. In seguito viene messa nella fase successiva nel gruppo 7 formato da Spagna, Austria, Finlandia e Serbia.

## Partecipazione ai tornei internazionali
Legenda: Grassetto: Risultato migliore, Corsivo: Mancate partecipazioni

## Selezionatori
- 1997-2004: Rony Schneider
- 2004–2008: Alon Schreier
- 2008-2017: Meir Nachmias
- 2017–2019: Guy Azouri
- 2019–2021: Gabriel Burstein
- 2021–2022: Gili Landau
- 2022: Sharon Avitan
- 2022- Erez Belfer

## Rosa
Rosa delle calciatrici convocate in occasione degli incontri di qualificazione all'Europeo di Inghilterra 2022, gruppo B, del 29 agosto e 3 settembre 2019, rispettivamente con Italia e Danimarca, tratta dal sito ufficiale fella federazione israeliana e UEFA.com.
| 23 | P | Hanit Schwarz        | 23 ottobre 1987 (31 anni)  |  |  | Kiryat Gat          |  |  |
| 18 | P | Fortuna Rubin        | 4 giugno 1996 (23 anni)    |  |  |                     |  |  |
| 1  | P | Amit Cohen           | 22 luglio 1999 (20 anni)   |  |  | ASA Tel Aviv        |  |  |
|    |   |                      |                            |  |  |                     |  |  |
| 2  | D | Lia Barkai           | 5 aprile 1999 (20 anni)    |  |  | ASA Tel Aviv        |  |  |
| 4  | D | Keren Goor           | 28 luglio 1998 (21 anni)   |  |  | Santa Clara Broncos |  |  |
| 5  | D | Shay Sade            | 16 aprile 1990 (29 anni)   |  |  | ASA Tel Aviv        |  |  |
| 6  | D | Shahar Nakav         | 12 aprile 1997 (22 anni)   |  |  | ASA Tel Aviv        |  |  |
| 7  | D | Daniel Sofer         | 14 gennaio 1988 (31 anni)  |  |  | ASA Tel Aviv        |  |  |
| 8  | D | Shani David          | 7 giugno 1991 (28 anni)    |  |  |                     |  |  |
| 13 | D | Nora Abo Shanab      | 9 dicembre 1987 (31 anni)  |  |  |                     |  |  |
| 19 | D | Maya Shimrich        | 15 agosto 1993 (26 anni)   |  |  |                     |  |  |
| 20 | D | Noam Achtel          | 16 aprile 1996 (23 anni)   |  |  |                     |  |  |
| 22 | D | Sharon Beck          | 22 marzo 1995 (24 anni)    |  |  |                     |  |  |
|    |   |                      |                            |  |  |                     |  |  |
| 3  | C | Opal Sofer           | 20 maggio 1997 (22 anni)   |  |  | ASA Tel Aviv        |  |  |
| 9  | C | Mor Efraim           | 18 gennaio 1988 (31 anni)  |  |  | ASA Tel Aviv        |  |  |
| 11 | C | Vered Cohen          | 23 maggio 1988 (31 anni)   |  |  | ASA Tel Aviv        |  |  |
| 12 | C | Eden Avital          | 25 marzo 1997 (22 anni)    |  |  | Kiryat Gat          |  |  |
| 14 | C | Marian Awad          | 29 ottobre 1996 (22 anni)  |  |  |                     |  |  |
| 15 | C | Roni Shimrich        | 15 agosto 1993 (26 anni)   |  |  |                     |  |  |
| 16 | C | Karin Sendel         | 26 ottobre 1988 (30 anni)  |  |  |                     |  |  |
| 17 | C | Rahel Shtainshnaider | 10 febbraio 1994 (25 anni) |  |  |                     |  |  |
|    |   |                      |                            |  |  |                     |  |  |
| 10 | A | Danielle Shulmann    | 22 dicembre 1989 (29 anni) |  |  | Kiryat Gat          |  |  |
| 19 | A | Koral Hazan          | 17 gennaio 1999 (20 anni)  |  |  |                     |  |  |
| 21 | A | Shira Elinav         | 26 aprile 2000 (19 anni)   |  |  | ASA Tel Aviv        |  |  |

## Statistiche

### Ranking FIFA
Andamento nel ranking FIFA.
| Anno | Ranking di fine anno | Migliore | Peggiore |
| ---- | -------------------- | -------- | -------- |
| 2003 | 70                   | 70       | 72       |
| 2004 | 71                   | 69       | 71       |
| 2005 | 67                   | 67       | 71       |
| 2006 | 63                   | 63       | 68       |
| 2007 | 63                   | 61       | 64       |
| 2008 | 60                   | 60       | 63       |
| 2009 | 57                   | 56       | 57       |
| 2010 | 61                   | 58       | 61       |
| 2011 | 65                   | 60       | 65       |
| 2012 | 62                   | 60       | 63       |
| 2013 | 55                   | 55       | 61       |
| 2014 | 55                   | 55       | 62       |
| 2015 | 59                   | 57       | 59       |
| 2016 | 55                   | 55       | 56       |
| 2017 | 62                   | 53       | 62       |
| 2018 | 64                   | 59       | 64       |
| 2019 |                      | 63       | 64       |

## Record individuali
| Record presenze | Record presenze | Record presenze |
| Pos.            | Calciatrice     | Presenze        |
| --------------- | --------------- | --------------- |
| 1               | Karin Sendel    | 52              |
| 2               | Adva Twil       | 48              |
| 2               | Maya Barqui     | 48              |
| 2               | Michal Ravitz   | 48              |
| 5               | Shay Sade       | 45              |
| 6               | Lee Falkon      | 41              |
| 7               | Moran Fridman   | 40              |
| 8               | Sarit Shenar    | 39              |
| 9               | Shelina Israel  | 38              |
| 10              | Daniel Sofer    | 37              |

| Record reti | Record reti    | Record reti |
| Pos.        | Giocatore      | Reti        |
| ----------- | -------------- | ----------- |
| 1           | Silvi Jean     | 29          |
| 2           | Sarit Shenar   | 14          |
| 3           | Shirley Ohana  | 7           |
| 4           | Lee Falkon     | 6           |
| 5           | Inna Didich    | 5           |
| 5           | Shelina Israel | 5           |
| 5           | Daniel Sofer   | 5           |